# Ángel Olaran
Ángel Olaran (Hernani, Guipúscoa, 18 de maig de 1938) és un missioner basc que ha desenvolupat gran part de la seva tasca a l'Àfrica.

## Biografia
Fill d'una família nombrosa, va passar els primers anys a Hernani. Després d'uns anys treballant al sector bancari va sentir-se atret per les missions, i als 23 anys va ordenar-se als Missioners d'Àfrica (també coneguts com a Pares Blancs). Després de passar 20 anys a Tanzània, l'any 1991 va ser destinat a Wukro, a la regió del Tigray, al nord d'Etiòpia.
És el director d'una escola de secundària, l'escola de Saint Mary's, a la diòcesi d'Adigrat, que pertany a l'Església catòlica etíop. Gràcies a les seves diferents activitats socials, educatives, humanitàries o agrícoles ha aconseguit millorar la situació dels habitants de Wukro, en especial els infants i els malalts.
La seva tasca ha estat reconeguda amb el nomenament com a doctor honoris causa per la Universitat de Mekelle i per la Universitat de Lleida (2018).